# Gilbert Belin
Pour les articles homonymes, voir Belin.
Gilbert Belin, né le 22 octobre 1927 à Clermont-Ferrand (Puy-de-Dôme) et mort le 13 février 2020 à Brassac-les-Mines, est un sculpteur et homme politique français.

## Biographie
Gilbert Belin s'inscrit à l'École des Beaux-arts de sa ville natale en 1940. À cette époque, l'école est dirigée par Louis Dussour, peintre, et l'équipe pédagogique est notamment composée de Valentin Vigneron, architecte clermontois, ou encore d'Alfred Thesonnier qui dirige le cours supérieur de dessin et de modèle vivant.
Il intègre l'éducation nationale en 1949 et est nommé professeur d'arts plastiques aux collèges de Brassac-les-Mines et de Saint-Éloy-les-Mines avant d’être affecté à Brassac. Il donne des cours de sculpture à l'école des beaux-arts de Clermont dans les années 1980, après le départ de Gustave Gournier.
Gilbert Belin est membre de la Société des Artistes d’Auvergne et participe régulièrement à de nombreuses expositions locales tout en animant des ateliers d’arts-plastiques.
Il commence sa carrière politique lors des cantonales de 1970 en étant élu conseiller général du canton de Jumeaux ; il sera reconduit à chaque élection (1976, 1982, 1988, 1994) et ce jusqu'en 2001. Gilbert Belin devient maire de Brassac-les-Mines en 1971 et fera cinq mandats. Élu sénateur en 1974, il mènera son mandat à terme jusqu'au renouvellement de 1983, où il décide de ne pas se représenter mais devient le suppléant de Michel Charasse. Cependant il retrouve le palais du Luxembourg après la nomination de celui-ci en 1988 au poste de ministre délégué auprès du ministre d’État, ministre de l’Économie, des Finances et du Budget, chargé du Budget, dans le gouvernement Rocard II.
Gilbert Belin restera au Sénat jusqu'en 1992 et terminera son parcours politique en 2001 comme maire et conseiller général.

## Détail des fonctions et des mandats
Mandats locaux
- 1971 - 1977 : maire de Brassac-les-Mines
- 1977 - 1983 : maire de Brassac-les-Mines
- 1983 - 1989 : maire de Brassac-les-Mines
- 1989 - 1995 : maire de Brassac-les-Mines
- 1995 - 2001 : maire de Brassac-les-Mines
- 1970 - 1976 : conseiller général du canton de Jumeaux
- 1976 - 1982 : conseiller général du canton de Jumeaux
- 1982 - 1988 : conseiller général du canton de Jumeaux
- 1988 - 1994 : conseiller général du canton de Jumeaux
- 1994 - 2001 : conseiller général du canton de Jumeaux

Mandats parlementaires
- 22 septembre 1974 - 2 octobre 1983 : sénateur du Puy-de-Dôme
- 29 juillet 1988 - 1er octobre 1992 : sénateur du Puy-de-Dôme

## Distinction
- Chevalier de l'ordre national de la Légion d'honneur par décret du 24 mars 1984, puis officier par décret du 13 juillet 1993[5].

## Publication
- Gilbert Belin, Brassac & ses environs, Aubenas, Marguerittes : Equinoxe, coll. « Le temps retrouvé », 1992, 95 p. (ISBN 978-2-908209-69-3)